# Monodelphis pinocchio
Monodelphis pinocchio és una espècie de didelfimorf de la família dels opòssums (Didelphidae). És endèmic de la Mata Atlàntica del sud-est del Brasil. És un opòssum de mida petita, amb una llargada de cap a gropa de 88–103 mm i una cua de 50-54 mm. El seu nom específic, pinocchio, es refereix al seu musell llarg. Com que fou descoberta fa poc, l'estat de conservació d'aquesta espècie encara no ha estat avaluat formalment.